# Motor de pistón libre
Un motor de pistón libre es un motor de combustión interna de dos tiempos con ignición espontánea (como en un motor diésel). En este motor el movimiento del pistón responde únicamente a la presión del gas, sin necesidad de biela ni de cigüeñal para originar una rotación. Las configuraciones básicas de los motores de pistón libre son: un único pistón, un pistón doble o dos pistones opuestos.
Una de sus ventajas es que pueden emplearse combustibles poco refinados como el fueloil, aceites vegetales o biocombustibles con mejor rendimiento que en los motores diésel. Sin embargo, la sensibilidad que posee a las variaciones en los ciclos de combustión les convierten en difíciles de controlar y susceptibles de tener bajas prestaciones; además de ser muy ruidosos.

## Primera generación de motores
En 1864, el ingeniero británico Francis Herbert Wenham patentó un motor de pistón libre. En enero de 1907 la compañía francesa Michelin patentó un compresor de aire de pistones libres. En los años 1930, el argentino Raúl Pateras Pescara desarrolló un motor de pistones libres moderno en Europa y a cargo de la firma alemana Junkers. En 1936 una de las primeras aplicaciones fue una locomotora de 200 CV en la que se sustituyó la caldera por dos auto-compresores Pescara que proporcionaban aire comprimido a la misma presión que el vapor, con una variación entre 12 y 18 bares.
La primera generación de motores de pistones libres era del tipo de dos pistones opuestos, donde ambos pistones estaban conectados para asegurar un movimiento simétrico.

### Compresores
La primera aplicación con éxito del motor de pistón libre fue el compresor de aire. Los cilindros de compresión de aire van acoplados a los pistones en movimiento. En algunos motores se utiliza el aire restante en los cilindros de compresión para volver a empujar al pistón, eliminando así la necesidad de un dispositivo de rebote.
Los compresores de aire de pistones libres Junkers fueron utilizados en la marina alemana desde la Segunda Guerra Mundial en los destructores (para producir el aire comprimido necesario para el lanzamiento de torpedos), y a bordo de submarinos para reajustar las reservas de aire en superficie. Estos motores tenían un elevado rendimiento con un grado de obstrucción reducido.

### Generadores de gas

Esquema de funcionamiento de un generador de gas de pistones libres de tipo Pescara con su turbina de gas.

Después del éxito del compresor de aire de pistones libres, varios grupos de investigación industrial comenzaron a desarrollar estos generadores, con el gas producido se hacía funcionar una turbina. Al finalizar los años 1940, los constructores automovilísticos estadounidenses General Motors y Ford desarrollaron prototipos de motores destinados a propulsar sus vehículos. 
Un gran número de generadores de gas de pistones libres se pusieron a punto y encontraron numerosas aplicaciones en las centrales eléctricas y en barcos. Tras las pruebas se emplearon también a Francia para la propulsión de locomotoras. Así en 1952, Renault construyó un prototipo (040 GA 1) dotado de un generador Sigma-Pescara (construido por la Sociedad Industrial General de Mecánica Aplicada) de aproximadamente 1000 CV que hacía girar una turbina de gas. Esta locomotora estuvo rodando hasta 1960. Otros dos prototipos fueron construidos por Renault en 1959 y 1961, los 060 GA 1 y 2. La máquina fue apodada rápidamente «La Boum Boum » por su ruido potente y característico y la explosión de cristales que producía por las estaciones que atravesaba; tenía numerosas averías y el proyecto fue abandonado en 1963.
De 1953 a 1956, la Marina nacional francesa empezó a fabricar una serie de 37 dragaminas de los cuales veintiuno estaban propulsados por generadores de gas de pistones libres Sigma-Pescara enlazados a dos turbinas de gas que desarrollaban un total de 2000 CV. Eran tan ruidosos durante su arranque en frío (porque necesitaba mantener abiertas las válvulas de barrido durante bastante tiempo), que tenían la reputación de «despertar Cherbourg» pero también de ser muy penosas para los oídos de los conductores de turno. Al ser poco fiables mecánicamente se mantuvieron en la reserva desde 1970 y se dio de baja a los últimos en 1981. Por otra parte, un aviso-escolta de la marina francesa, el Commandant Bory, se equipó en 1956 con 16 turbinas de gas de este tipo para hacer una evaluación, en contra de la opinión del estado mayor. El proyecto fue un fracaso total, se puso en servicio seis años después, en 1964 y en 1971 se decidió una nueva motorización. El Almirante Antoine Sanguinetti cuenta que durante la travesía para traer el Bory en 1972 desde el Océano Índico hacia Francia para ser equipado de motores diésel tradicionales, la nave sufrió no menos de 675 paradas intempestivas de sus motores Pescara.
En 1956, General Motors presentó al público la XP-500, el primer automóvil del mundo dotado de un motor de pistón libre, un prototipo funcional pero sin continuidad. El motor alimentaba a una turbina que producía 250 CV.

## Aplicaciones modernas
Toyota ha iniciado estudios para emplearlo en motores eléctricos.